# بیردز لندینگ (کالیفرنیا)
بیردز لندینگ (به انگلیسی: Birds Landing) یک منطقهٔ مسکونی در ایالات متحده آمریکا است که در شهرستان سولانو، کالیفرنیا واقع شده‌است. بیردز لندینگ ۱۳۰ نفر جمعیت دارد و ۱۵٫۸۵ متر بالاتر از سطح دریا واقع شده‌است.